# 杜綉珍
杜綉珍（英語：Bonnie Tu，1949年—）是台灣台中出身的女性企業家。為巨大集團創辦人劉金標姐姐杜劉月嬌的獨生女，目前為巨大現任巨大集團董事長、 Liv女性自行車品牌發起人

## 經歷
杜綉珍為巨大集團創辦人劉金標外甥女，出身於日治時期醫生家庭的獨生女，父母對她採取嚴格、權威的日式教育。大學就讀淡江大學外文系，短暫在彰化縣和美國中擔任英文老師1年，後與馬來西亞木材商人結婚，幫忙先生處理木材進出口貿易、報關等業務。1978年返台進入巨大擔任總經理特助一職。1993年擔任財務協理，大力推動巨大機械股票上市。1994年巨大集團成為上市公司。1999年自創女性自行車品牌「Liv」，負責公司營運發展、全球財務策略以及Liv事業部；2017年1月1日正式接任巨大集團董事長至今，被封為「自行車教母」。

## 外部連結
- YouTube上的巨大集團杜綉珍： 現在做品牌，要夠酷、高顏值
- YouTube上的New Taipei Women Power：騎遍新北自行車道的CEO